# 元禄大判
元禄大判（げんろくおおばん）とは元禄8年（1695年）11月に慶長大判についで発行された大判である。
元禄8年（1695年）9月の元禄の吹替えによる元禄小判および元禄丁銀の発行に伴い、大判も品位を下げて発行され、鋳造は元禄金銀と伴に専ら江戸本郷霊雲寺近くの大根畑に建てられた吹所で行われた。

## 概要
表面は「拾両後藤（花押）」と墨書され、後藤十代廉乗および十一代通乗の書であり、上下左右に丸枠桐極印がそれぞれ一箇所、計四箇所打たれ、形状は角ばった楕円形である。裏面には「元」の年代印が打たれることを特徴とするが、品位が低下された小判および丁銀にしばしばこの年代印が見られるのに対し、大判としてはこの元禄大判の年代印が唯一のものである。
裏面に「茂・七・九」、「茂・さ・九」、「茂・宇・九」、「茂・山・九」、「茂・坂・九」のいずれかの極印が打たれている。
鋳造枚数は31,795枚あるいは30,240枚と江戸時代の大判としては多いが、今日、真正品とされるものの現存数は非常に少なく稀少性が高い。
二割以上の品位低下にも拘らず慶長大判との引換は1%の増歩しか付けられず、また、元禄大判の相場は元禄小判に対し、含有金量では九両一分に相当したが、相場は七両二分程度であった。通用期間は元禄8年（1695年）発行当初より享保10年（1725年）11月末であった。
| 名称     | 鋳造開始               | 規定品位 分析品位                             | 規定量目             | 鋳造量   |
| -------- | ---------------------- | --------------------------------------------- | -------------------- | -------- |
| 元禄大判 | 元禄8年11月 （1695年） | 八十三匁位（53.0%） 金52.11%/銀44.84%/雑3.05% | 44.2匁 (165.4グラム) | 31,795枚 |